# Oscar Ahnfelt

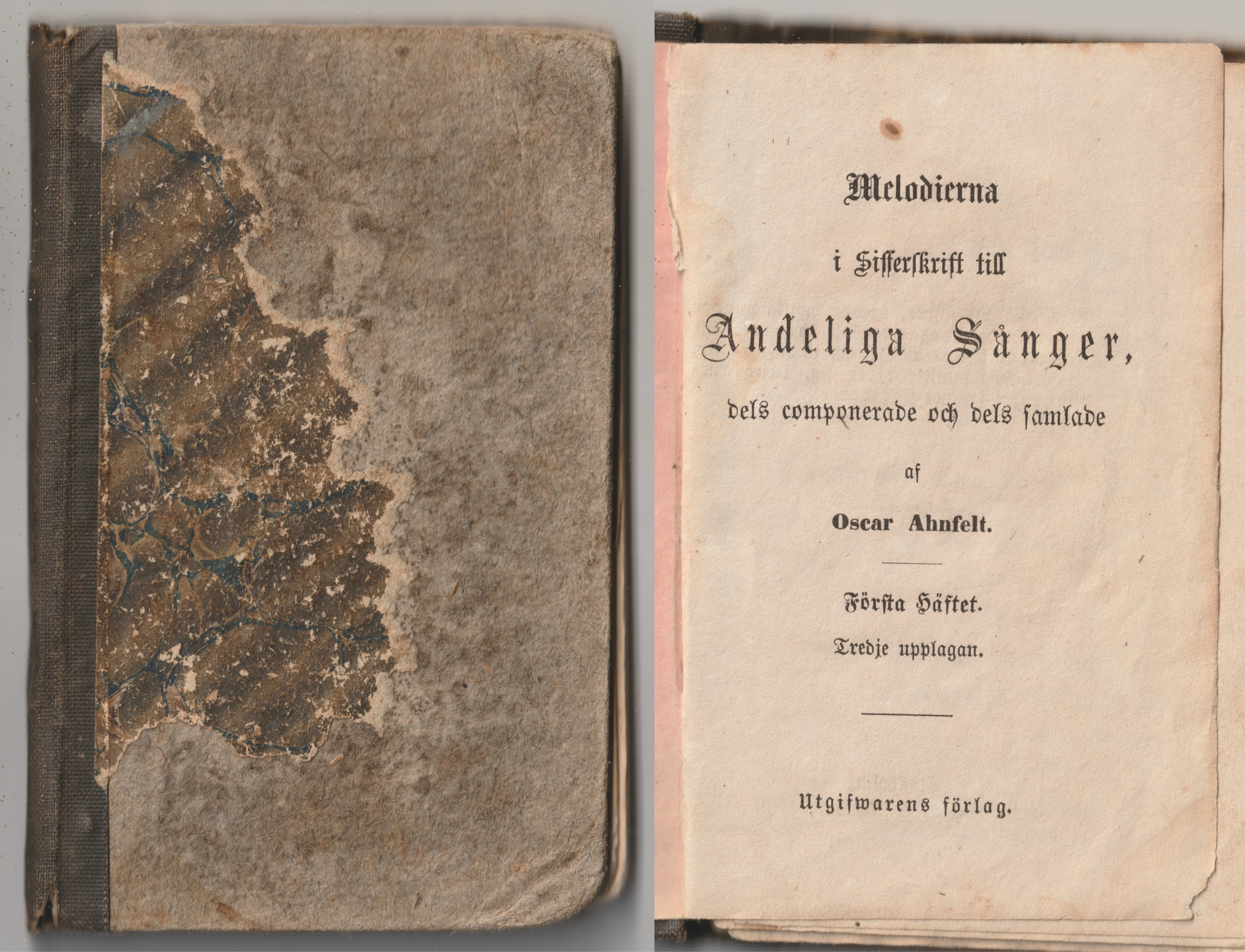
Ahnfelts Melodierna i sifferskrift till Andeliga sånger från 1866.

Oscar Ahnfelt, född 21 maj 1813 i Gullarps församling, Malmöhus län, död 22 oktober 1882 i Karlshamns församling, Blekinge län, var en svensk tonsättare och lekmannapredikant.

## Biografi
Ahnfelt var son till Jonas Ahnfelt, kyrkoherde i Gullarps församling. När han var 14 år fick fadern en ny tjänst som kyrkoherde i Knästorps församling, tre kilometer söder om Lund, och hela familjen flyttade hit. Oscar Ahnfelt hade en syster och fem bröder, varav Nils Otto Ahnfelt blev botanist och  Paul Gabriel Ahnfelt kyrkoherde.
Som 16-åring, den 6 oktober 1829, tog Oscar Ahnfelt, studentexamen i Lund. Han studerade sedan teologi för att bli präst, men tappade snart intresset. Han kom aldrig så långt som till den teologiska examen. Därefter reste han till Karlshamn och blev informator hos grosshandlare Sven Ekstrand. 
En vän till familjen Ahnfelt vid namn Peter Wieselgren reste runt södra Sverige och höll nykterhetsmöten. Ahnfelt fick ibland följa med och stod då för musiken och sången. 1840 fick Ahnfelt följa blivande biskop Johan Henrik Thomander till Stockholm för att studera vid Kungliga Musikkonservatoriet. 1841 startade Ahnfelt ett sång- och gitarrinstitut i Stockholm, där han mot betalning undervisade i sång och gitarrspel. Han lät också, tillsammans med instrumentmakare Otto Fredrik Selling (1804-1884), tillverka en egen gitarr med tio strängar. Gitarren hade två halsar, en med sex strängar och en med fyra bassträngar. I Stockholm höll Ahnfelt ofta konserter och fick beröm för dem i Stockholmstidningarna.
Ahnfelt började allt mer tvivla på sin kristna tro men när han 1841 kom till Betlehemskyrkan för att lyssna på predikanten Carl Olof Rosenius blev han fri från grubblerier och blev dessutom efter ett tag personlig vän med Rosenius. Ahnfelt började även medverka vid Rosenius möten med gitarr och sång. Efter ett tag började han också själv resa runt i landet och hålla bönemöten och vittna om sin tro. Bönemötena, som ansågs olagliga, blev ofta avbrutna och han var vid ett tillfälle instämd vid sju domstolar samtidigt för sitt olovliga predikande. Många försökte stoppa Ahnfelts predikande och man ville få kung Karl XV att förbjuda Ahnfelts bönemöten. Han bjöd in Ahnfelt till slottet för att bilda sig en egen uppfattning om denna predikant. Ahnfelt bad Lina Sandell att skriva en sång som kunde sjungas för kungen; hon skrev texten och Ahnfelt tonsatte. Efter detta fick Ahnfelt resa fritt i landet för att hålla bönemöten.
Ahnfelt sjöng oftast sina egna sånger och egna tonsättningar av andra texter. Ofta var dessa texter skrivna av Lina Sandell. Många av sångerna gavs också ut i ett sånghäfte 1850, bekostat av Jenny Lind. Från 1850 till 1874 gav Ahnfelt ut 12 sånghäften med totalt 200 sånger och i mitten av 1870-talet sammanställdes dessa i en sångbok med titeln Andeliga sånger av Oscar Ahnfelt.
År 1851 flyttade Ahnfelt tillsammans med hustrun Clara Ahnfelt, född Strömberg (1819-1896), tillbaka till Karlshamn. Strax innan hade paret förlorat sina enda barn, Oscar Jonatan och Maria Elisabeth, i späd ålder. Paret bodde hos en målarmästare Andreas Lagerblad i nio år innan de 1860 köpte ett hus, den så kallade Cronholmska gården på Drottninggatan 70. Här inrättade de en samlingssal på övre våningen för bönemöten och predikningar. Den Ahnfeltska salen finns fortfarande bevarad och har inte ändrats sedan Ahnfelts tid. 9 mars 1867 bildades Karlshamns Missionsförening i Ahnfeltska salen. Man anslöt sig till Evangeliska Fosterlandsstiftelsen (EFS). Lokalen blev till slut för trång och 1868 byggde man ett nytt missionshus på Christopher Schrödersgatan 21.
Ahnfelt avled 1882 i sitt hem och ligger begravd på Hvilans kyrkogård i Karlshamn, kvarteret Abraham nr. 4. Han finns bland annat representerad i Den svenska psalmboken 1986 med Verbums psalmbokstillägg 2003 med sex tonsättningar (59, 249, 250, 320, 572 och 720). Hans kompositioner finns också representerade i Sionstoner och den i USA utgivna Ancora 1901.

## Psalmer
- Blott en dag (Sionstoner nr 259) (1986 nr 249) tonsatt 1872 Finns på Wikisource.
- Vem är en sådan Gud som vår (Lova Herren 1988 nr 16) publicerat tonsättningen 1861 och samma som
- Ditt ord, o Jesus, skall bestå (Sionstoner nr 303) (EFS-tillägget 1986 nr 716) Finns på Wikisource.
- För hedningarnas skaror (Sionstoner nr 294) (1921 nr 545) tonsatt okänt årtal
- Guds barn jag är (EFS-tillägget 1986 nr 776) tonsatt 1850 Finns på Wikisource.
- Herrens nåd är var morgon ny (Sionstoner nr 260) (EFS-tillägget 1986 nr 745) tonsatt 1874 Finns på Wikisource.
- I en djup, oändlig skog (Lova Herren nr 506) tonsatt 1850 Finns på Wikisource.
- Med Gud och hans vänskap (Sionstoner nr 214) (1986 nr 59 och Verbum 2003 nr 720) tonsatt 1851 Finns på Wikisource.
- Tänk, när en gång det töcken har försvunnit (Sionstoner nr 369) (1986 nr 320) tonsatt 1850 Finns på Wikisource.
- Vad helst här i världen bedrövar min själ (Sionstoner nr 100) (EFS-tillägget 1986 nr 714) tonsatt okänt årtal Finns på Wikisource.
- Ängsliga hjärta, upp ur din dvala (Sionstoner nr 205) (1986 nr 572) tonsatt 1850 Finns på Wikisource.
- Är det sant att Jesus är min broder (Sionstoner nr 171) (1986 nr 250) tonsatt 1863 Finns på Wikisource.

## Ahnfelts samlingar
Melodier ur Ahnfelts samlingar Andeliga sånger i tolv häften utgivna mellan 1850 och 1877, tillägnade han sångerskan Demoiselle Jenny Lind, som finansierade utgivningen av dessa sånger och kompositioner. Dessa finns också utgivna i en koralbok för gitarr och/eller pianoforte och då tillägnade fru Jenny Lind-Goldschmidt.  Han utgav också Ahnfelts sånger  (Ahnf.) från 1859 och 1872, av annans eller okänd tonsättning:
- Ack visste du, som nu dig måste böja (Sionstoner nr 656) Ahnf. nr 34 Finns på Wikisource.
- En liten stund med Jesus (Sionstoner nr 216) (1986 nr 207) samma som Finns på Wikisource.
- Hos Gud är idel glädje (Sionstoner nr 375) (EFS-tillägget nr 799) Finns på Wikisource.
- Herre, samla oss nu alla (Sionstoner nr 102) (1986 nr 81) tonsatt av William Bradbury Finns på Wikisource.
- Hur blir oss då (Ancora, 1901) tonsatt av Johan Leonard Höijer
- Jag är en gäst och främling (Sionstoner nr 311) (1986 nr 322) tonsatt av Henry Rowley Bishop Finns på Wikisource.
- Min omsorg, Herre, vare den (Sionstoner nr 673) Ahnf. nr 162 Finns på Wikisource.
- När den arma jordens tid förgår (Sionstoner nr 660) Ahnf. nr 10 Finns på Wikisource.
- O vad salighet Gud vill skänka  1855 i fjärde häftet
- Till det höga ser mitt öga (Sionstoner nr 726) Ahnf. nr 55 Finns på Wikisource.
- Uppstånden är Kristus Ahnfelts sånger nr 38
- Ur djupet av mitt hjärta (1986 nr 299) okänd tonsättning ur Ahnfelts sånger 1859 Finns på Wikisource.
- Hvad det är gott att landa (Sionstoner nr 734) där Ahnf. nr 22
- Hvar jag går i skogar, berg och dalar (Sionstoner nr 62) Finns på Wikisource.

### Andeliga sånger
Andeliga sånger med accompagnement af Pianoforte eller Guitarre, componerade samt Demoiselle Jenny Lind vördsammast tillegnade af Oscar Ahnfelt.
| Häfte      | Nummer | Titel                                                 | Text                                                    | Översättning                    | Musik                                     |
| ---------- | ------ | ----------------------------------------------------- | ------------------------------------------------------- | ------------------------------- | ----------------------------------------- |
| Häfte 1    | 1      | Här kommer en främling från fjärran ort               | Johan Michael Lindblad                                  |                                 | Oscar Ahnfelt                             |
| Häfte 1    | 2      | Vik ej ur mitt hjärta                                 | Carl Gustaf Cassel                                      |                                 | Oscar Ahnfelt                             |
| Häfte 1    | 3      | Gud ske lov, min vän han blivit                       | Marianne Nunn                                           | Carl Olof Rosenius              | Oscar Ahnfelt                             |
| Häfte 1    | 4      | Vad helst här i världen bedrövar min själ             | Agatha Rosenius                                         |                                 | Oscar Ahnfelt                             |
| Häfte 1    | 5      | Guds barn jag är                                      | Lars Stenbäck (vers1) och Carl Olof Rosenius (vers 2–4) |                                 | Oscar Ahnfelt                             |
| Häfte 1    | 6      | Jag arma barn, som litet har erfarit                  | Abela Gullbransson                                      |                                 | Oscar Ahnfelt                             |
| Häfte 1    | 7      | I en djup, oändlig skog                               | Carl Olof Rosenius                                      |                                 | Oscar Ahnfelt                             |
| Häfte 1    | 8      | Ängsliga hjärta, upp ur din dvala                     | Carl Olof Rosenius                                      |                                 | Oscar Ahnfelt                             |
| Häfte 1    | 9      | Väl mig, nu till borgen jag hunnit                    | Carl Olof Rosenius                                      |                                 | Oscar Ahnfelt                             |
| Häfte 1    | 10     | När den arma jordens tid förgår                       | Lars Stenbäck                                           |                                 | Oscar Ahnfelt                             |
| Häfte 1    | 11     | Tänk, när en gång den dimma är försvunnen             | Wilhelm Andreas Wexels                                  | Carl Olof Rosenius              | Oscar Ahnfelt                             |
| Häfte 1    | 12     | O land, du sälla andars land                          | Fredrik Gabriel Hedberg                                 |                                 | Oscar Ahnfelt                             |
| Häfte 2    | 13     | Min själ nu love, prise Herran                        |                                                         |                                 | Crusell                                   |
| Häfte 2    | 14     | Öppet står Jesu förbarmande hjärta                    | v. 1 troligen P.H. Syréen, v. 2-4 A. Falk               |                                 | Oscar Ahnfelt                             |
| Häfte 2    | 15     | Som Farao med all sin här                             | Carl Olof Rosenius                                      |                                 |                                           |
| Häfte 2    | 16     | Jag nu den pärlan funnit har                          | John Mason                                              | Theodor Hamberg                 | Skotsk melodi                             |
| Häfte 2    | 17     | Vi suckar, vi klagar jag här?                         | A. B. Roos                                              |                                 | Oscar Ahnfelt                             |
| Häfte 2    | 18     | Med Gud och hans vänskap                              | Carl Olof Rosenius                                      |                                 | Oscar Ahnfelt                             |
| Häfte 2    | 19     | Lovsjunger Herrans Jesu kärlek                        | Fredrik Gabriel Hedberg                                 |                                 | Dimitrij Bortnjanskij                     |
| Häfte 2    | 20     | O Jesus, din duva hon har ingen ro                    | Peter Lorenz Sellergren                                 |                                 | Oscar Ahnfelt                             |
| Häfte 2    | 21     | Jag vet ett land av idel ljus                         |                                                         |                                 | Engelsk melodi                            |
| Häfte 2    | 22     | Vad det blir gott att landa                           |                                                         |                                 | Oscar Ahnfelt                             |
| Häfte 3    | 23     | När mörker vårt hjärta betäcker                       |                                                         |                                 | A. B-g.                                   |
| Häfte 3    | 24     | Du kan icke tro                                       |                                                         |                                 | Okänd.                                    |
| Häfte 3    | 25     | Det skedde för mig                                    | Magnus Brynolf Malmstedt                                |                                 | A. B-g.                                   |
| Häfte 3    | 26     | Nu lov och pris! Jag vet ej mer                       | Carl Olof Rosenius                                      |                                 | Oscar Ahnfelt                             |
| Häfte 3    | 27     | Jag har en vän, så huld, så mild, så tålig            | Gustaf Palmquist                                        |                                 | Oscar Ahnfelt                             |
| Häfte 3    | 28     | På nåden i Guds hjärta                                | Carl Olof Rosenius                                      |                                 | Oscar Ahnfelt                             |
| Häfte 3    | 29     | Hos kristna städs glänser det invärtes livet          |                                                         |                                 | Okänd                                     |
| Häfte 3    | 30     | Jag har fått bud, min tid, mitt prov är slut          | Carl Olof Rosenius                                      |                                 | Oscar Ahnfelt                             |
| Häfte 3    | 31     | Jag är främling, jag är en pilgrim                    | Mary Stanley Bunce Dana-Shindler                        | Betty Ehrenborg                 | Oscar Ahnfelt                             |
| Häfte 3    | 32     | O jag vet en gång, då ej jordisk sång                 | B. Steinmetz                                            |                                 | Oscar Ahnfelt                             |
| Häfte 4    | 33     | Vad är den kraft, vad är den makt                     |                                                         |                                 | Okänd                                     |
| Häfte 4    | 34     | Ack visste du, som nu dig måste böja                  | Hans Adolph Brorson                                     | Johan Michael Lindblad          | Oscar Ahnfelt                             |
| Häfte 4    | 35     | Varhelst vi mötas, frågar du: ’Vad för nytt?’”        |                                                         |                                 | Oscar Ahnfelt                             |
| Häfte 4    | 36     | Just som jag är, ej med ett strå                      | Charlotte Elliott                                       | Betty Ehrenborg                 | Oscar Ahnfelt                             |
| Häfte 4    | 37     | Den skönaste ros har jag funnit                       | Hans Adolph Brorson                                     | Johan Michael Lindblad          | Oscar Ahnfelt                             |
| Häfte 4    | 38     | Uppstånden är Kristus, gudomliga liv                  | Carl Gustaf Cassel                                      |                                 | Oscar Ahnfelt                             |
| Häfte 4    | 39     | Allt är nu redo! Si Gud har utgivit                   |                                                         |                                 | Oscar Ahnfelt                             |
| Häfte 4    | 40     | Allt vad oss Adam i fallet ådragit                    | Carl Olof Rosenius                                      |                                 | Okänd                                     |
| Häfte 4    | 41     | Nu evigt väl, nu evigt väl!                           |                                                         |                                 |                                           |
| Häfte 4    | 42     | Våga dig                                              |                                                         |                                 | Oscar Ahnfelt                             |
| Häfte 4    | 43     | Hem jag längtar, ack härute                           | J.B. Albertini                                          | Johan Michael Lindblad          | Oscar Ahnfelt                             |
| Häfte 4    | 44     | O, vad salighet Gud vill skänka                       | G. Stenman                                              | Lars Stenbäck                   | Oscar Ahnfelt                             |
| Häfte 4    | 45     | Ack kära! så säg, huru slapp du så väl igenom         | Anders Carl Rutström                                    |                                 | Okänd.                                    |
| Häfte 5    | 46     | Ack saliga stunder, som Jesus oss ger                 |                                                         |                                 | Oscar Ahnfelt                             |
| Häfte 5    | 47     | Just som du är, i brist af allt                       |                                                         |                                 | Oscar Ahnfelt                             |
| Häfte 5    | 48     | O Jesus Krist, jag är ditt lamm                       |                                                         |                                 | Okänd                                     |
| Häfte 5    | 49     | Jag behöver dig, o Jesus, ty jag har                  | Frederick Whitfield                                     | Lina Sandell                    | Oscar Ahnfelt                             |
| Häfte 5    | 50     | En vän framför andra, min Frälsare huld               | Carl Olof Rosenius                                      |                                 | Oscar Ahnfelt                             |
| Häfte 5    | 51     | O, du min Immanuel!                                   |                                                         |                                 | Okänd                                     |
| Häfte 5    | 52     | Pilgrim, sär mig, var är graven?                      |                                                         |                                 | Okänd                                     |
| Häfte 5    | 53     | Herre, fördölj ej ditt ansikte för mig                |                                                         |                                 | Finsk folkmelodi                          |
| Häfte 5    | 54     | Låg mig gå                                            |                                                         |                                 | Okänd                                     |
| Häfte 5    | 55     | När mitt hjärta                                       |                                                         |                                 | Okänd                                     |
| Häfte 5    | 56     | O, att jag, O att jag                                 |                                                         |                                 | Okänd                                     |
| Häfte 5    | 57     | Till Herren jag bad, att han ville föröka             | W. Cowper                                               | Betty Ehrenborg                 | Oscar Ahnfelt                             |
| Häfte 5    | 58     | O Jesus, skör du om min själ                          |                                                         |                                 | Okänd                                     |
| Häfte 5    | 59     | Skulle jag en kristen vara                            |                                                         |                                 | Okänd                                     |
| Häfte 5    | 60     | I djupet av mitt hjärta                               |                                                         |                                 | Okänd                                     |
| Häfte 6    | 61     | Vak upp, vak upp, hör på, ack hör ett bud             |                                                         |                                 | Okänd                                     |
| Häfte 6    | 62     | Ho är en sådan Gud som vår                            | Okänd                                                   |                                 | Oscar Ahnfelt                             |
| Häfte 6    | 63     | Hur salig är den lilla flock                          |                                                         |                                 | Okänd                                     |
| Häfte 6    | 64     | Jag behöver dig, o Jesus, ty i mig                    | möjligen av F. Kock                                     |                                 | Oscar Ahnfelt                             |
| Häfte 6    | 65     | Förlossningen är vunnen i Jesu Kristi blod            | Lina Sandell                                            |                                 | Oscar Ahnfelt                             |
| Häfte 6    | 66     | Välsigna, min trofaste Herre och Gud                  | Lina Sandell                                            |                                 | Oscar Ahnfelt                             |
| Häfte 6    | 67     | Nu är min träldom slut                                |                                                         |                                 | Engelsk melodi                            |
| Häfte 6    | 68     | Nu är jag glad och hjertligt nöjd                     |                                                         |                                 | Okänd                                     |
| Häfte 6    | 69     | Lov, pris och tack jag nu vill sjunga                 |                                                         |                                 | Okänd                                     |
| Häfte 6    | 70     | Om dagen vid mitt arbete jag tänka vill på dig        |                                                         |                                 | Svensk folkvisa                           |
| Häfte 6    | 71     | O! vad din härlighet är stor                          | tysk, dansk översättning av Hans Adolph Brorson         | Okänd                           | Oscar Ahnfelt                             |
| Häfte 6    | 72     | Har jag dig, o Jesus, blott, vad skall jag önska mer? |                                                         |                                 | Svensk folkmelodi                         |
| Häfte 6    | 73     | Varför sucka, varför klaga                            |                                                         |                                 | Okänd                                     |
| Häfte 6    | 74     | Min nåd är dig nog                                    |                                                         |                                 | A. B-g.                                   |
| Häfte 6    | 75     | Så mörk är ej, natt, så hård är ej nöd                |                                                         |                                 | Adolf Fredrik Lindblad                    |
| Häfte 6    | 76     | Jesus, tag mitt arma hjärta                           |                                                         |                                 | Joseph Haydn                              |
| Häfte 6    | 77     | I kära Guds barn, I som troslivet öven                | Hans Adolph Brorson                                     | Lina Sandell                    | Oscar Ahnfelt                             |
| Häfte 6    | 78     | O, att den elden redan brunne                         |                                                         |                                 | Okänd                                     |
| Häfte 6    | 79     | Jerusalem, Jerusalem, som ovan till är bygt           |                                                         |                                 | Okänd                                     |
| Häfte 7    | 80     | Var är du? Var är du? Vart skyndar du hän             | Lina Sandell                                            |                                 | Oscar Ahnfelt                             |
| Häfte 7    | 81     | Är det ödsligt och mörkt och kallt                    |                                                         |                                 | Svensk folkmelodi                         |
| Häfte 7    | 82     | Förgäves ropar den redan dömde                        | Clara Ahnfelt                                           |                                 | Oscar Ahnfelt                             |
| Häfte 7    | 83     | Blyges du för Herren Jesus                            | Lina Sandell                                            |                                 | Oscar Ahnfelt                             |
| Häfte 7    | 84     | Jag har en viktig fråga                               | Lina Sandell                                            |                                 | Oscar Ahnfelt                             |
| Häfte 7    | 85     | Gud, min Gud, ack, var mig nådig                      |                                                         |                                 | Finsk folkmelodi                          |
| Häfte 7    | 86     | Jag irrade länge än hit och än dit                    | Lina Sandell                                            |                                 | Oscar Ahnfelt                             |
| Häfte 7    | 87     | Ack, allt vad som fordom en vinning oss var           | Okänd                                                   |                                 | Oscar Ahnfelt                             |
| Häfte 7    | 88     | Ack, salig, ack salig den själen, som tror            | Lina Sandell                                            |                                 | Andreas Peter Berggreen                   |
| Häfte 7    | 89     | Vi sökte väl ro                                       | Lina Sandell                                            |                                 | Per Ulrik Stenhammar                      |
| Häfte 7    | 90     | Jesu, låt din rädda duva                              |                                                         |                                 | Okänd                                     |
| Häfte 7    | 91     | Nu bort med allt som ängslar                          | Lina Sandell                                            |                                 | Oscar Ahnfelt                             |
| Häfte 7    | 92     | Jesus, du mitt ”fasta slott”                          | C. Wesley                                               | Lina Sandell                    |                                           |
| Häfte 7    | 93     | Hör jag rätt, o Jesus, har du blivit                  |                                                         |                                 | Oscar Ahnfelt                             |
| Häfte 7    | 94     | På Herrans ord var trygg                              | Carl Gustaf Cassel                                      |                                 | Oscar Ahnfelt                             |
| Häfte 7    | 95     | Är det sant, att Jesus är min broder?                 | Lina Sandell                                            |                                 | Oscar Ahnfelt                             |
| Häfte 7    | 96     | Herrlig är solen i sin makt                           |                                                         |                                 | Finsk folkmelodi                          |
| Häfte 7    | 97     | Långt bortom öknens heta sand                         |                                                         |                                 | Okänd                                     |
| Häfte 7    | 98     | Jag har ett hem, ett himmelskt hem                    | Okänd                                                   |                                 | Oscar Ahnfelt                             |
| Häfte 7    | 99     | Hemma, hemma få vi vila                               | Lina Sandell                                            |                                 | Oscar Ahnfelt                             |
| Häfte 7    | 100    | Jag har en Fader i det fadersland                     |                                                         |                                 | Okänd                                     |
| Häfte 8    | 101    | Se, tiden är kort                                     |                                                         |                                 | A. B-g.                                   |
| Häfte 8    | 102    | O du, som ännu i synden drömmer                       |                                                         |                                 | Okänd                                     |
| Häfte 8    | 103    | Vad synes dig om Christus?                            |                                                         |                                 | Oscar Ahnfelt                             |
| Häfte 8    | 104    | Kom och välkommen i namnet det dyra                   |                                                         |                                 | Oscar Ahnfelt                             |
| Häfte 8    | 105    | O själ du som ängslig och tvekande går                |                                                         |                                 | Geijer                                    |
| Häfte 8    | 106    | O vad är väl all fröjd på jorden                      | Lina Sandell                                            |                                 | Per Ulrik Stenhammar                      |
| Häfte 8    | 107    | Ett barn är oss fött och en son är oss given          | Carl Mauritz Lilliehöök                                 |                                 | Oscar Ahnfelt                             |
| Häfte 8    | 108    | Svinga dig, min ande opp                              | Johann Arndt                                            | Christoffer Olofsson Angeldorff | Per Ulrik Stenhammar                      |
| Häfte 8    | 109    | Fröjd i höjden                                        |                                                         |                                 | Siciliansk folkmelodi                     |
| Häfte 8    | 110    | Pris vare Gud! Pris vare Gud!                         | möjligen C.O. Rosenius                                  |                                 | Oscar Ahnfelt                             |
| Häfte 8    | 111    | Min äreklädning, bröllopsskrud                        | Nikolaus Ludwig von Zinzendorf                          | J. Hellman                      | Oscar Ahnfelt                             |
| Häfte 8    | 112    | Nåden, nåden den är fri                               | möjligen J. Hellman                                     |                                 | Oscar Ahnfelt                             |
| Häfte 8    | 113    | Låtom oss sjunga, sjunga om                           |                                                         |                                 | Okänd                                     |
| Häfte 8    | 114    | O du ärans konung                                     | Lina Sandell                                            |                                 | Okänd                                     |
| Häfte 8    | 115    | Herre Jesu! när Du sade                               |                                                         |                                 | Haeffner                                  |
| Häfte 8    | 116    | Har Christus, ert Hufwud, till himlen uppfarit        |                                                         |                                 | Okänd                                     |
| Häfte 8    | 117    | Ack Jesu, jag är hjertligt glad                       |                                                         |                                 | Okänd                                     |
| Häfte 8    | 118    | Yttersta dagen rätt fröjdefull bliver                 |                                                         |                                 | Okänd                                     |
| Häfte 9    | 119    |                                                       |                                                         |                                 | Geijer                                    |
| Häfte 9    | 120    |                                                       |                                                         |                                 | Okänd                                     |
| Häfte 9    | 121    |                                                       |                                                         |                                 | Okänd                                     |
| Häfte 9    | 122    | Nu lovar min själ dig                                 |                                                         |                                 | Per Ulrik Stenhammar                      |
| Häfte 9    | 123    | Timmarna framila, natten snart sin vila               |                                                         |                                 | Oscar Ahnfelt                             |
| Häfte 9    | 124    |                                                       |                                                         |                                 | Johan Leonard Höijer                      |
| Häfte 9    | 125    | I sig var människa blott är                           | Sigismund Christian Dick                                |                                 | Oscar Ahnfelt                             |
| Häfte 9    | 126    |                                                       |                                                         |                                 | Geijer                                    |
| Häfte 9    | 127    | Se ej på mig, se ej på mig                            |                                                         |                                 | Per Ulrik Stenhammar                      |
| Häfte 9    | 128    | Vi hava i himlen en överstepräst                      | Clara Ahnfelt                                           |                                 | Oscar Ahnfelt                             |
| Häfte 9    | 129    | O vad sällhet det är i all uselhet här                | P.P. Waldenström                                        |                                 | Oscar Ahnfelt                             |
| Häfte 9    | 130    |                                                       |                                                         |                                 | Dansk melodi                              |
| Häfte 9    | 131    | Se fågeln, som sitter på gungande gren                | Sigismund Christian Dick                                |                                 | Oscar Ahnfelt                             |
| Häfte 9    | 132    | Gud har bestämt envar som tror                        | Lina Sandell                                            |                                 | Oscar Ahnfelt                             |
| Häfte 9    | 133    |                                                       |                                                         |                                 | Okänd                                     |
| Häfte 9    | 134    | Uppsvulgen i segren är döden förvisst                 | Lina Sandell                                            |                                 | Oscar Ahnfelt                             |
| Häfte 9    | 135    |                                                       |                                                         |                                 | Engelsk melodi                            |
| Häfte 9    | 136    |                                                       |                                                         |                                 | Okänd                                     |
| Häfte 9/10 | 137    | Vem klappar så sakta i aftonens frid                  | Lina Sandell                                            |                                 | Oscar Ahnfelt                             |
| Häfte 10   | 138    |                                                       |                                                         |                                 | Okänd                                     |
| Häfte 10   | 139    | Ditt ord, o Jesu, skall bestå                         | Lina Sandell                                            |                                 | Oscar Ahnfelt                             |
| Häfte 10   | 140    |                                                       |                                                         |                                 | Gunnar Wennerberg                         |
| Häfte 10   | 141    |                                                       |                                                         |                                 | Okänd                                     |
| Häfte 10   | 142    | Herre, giv oss alla nåd                               | troligen Lina Sandell                                   |                                 | Oscar Ahnfelt                             |
| Häfte 10   | 143    | Se till mig i nåd                                     | Lina Sandell                                            |                                 | Oscar Ahnfelt                             |
| Häfte 10   | 144    | Hur ljuvligt, o Jesu, att medan vi gå                 | Lina Sandell                                            |                                 | Oscar Ahnfelt                             |
| Häfte 10   | 145    |                                                       |                                                         |                                 | Okänd                                     |
| Häfte 10   | 146    |                                                       |                                                         |                                 | Geijer                                    |
| Häfte 10   | 147    | Blott en dag, ett ögonblick i sänder                  | Lina Sandell                                            |                                 | Oscar Ahnfelt                             |
| Häfte 10   | 148    |                                                       |                                                         |                                 | Okänd                                     |
| Häfte 10   | 149    |                                                       |                                                         |                                 | Engelsk melodi                            |
| Häfte 10   | 150    |                                                       |                                                         |                                 | Adolf Fredrik Lindblad                    |
| Häfte 10   | 151    | När du beder: ’Herre, Herre, föröka du min tro’       | Lina Sandell                                            |                                 | Oscar Ahnfelt                             |
| Häfte 10   | 152    |                                                       |                                                         |                                 | Per Ulrik Stenhammar                      |
| Häfte 10   | 153    | Närmare, o Jesu Krist, till dig                       | Lina Sandell efter S. Adams                             |                                 | Oscar Ahnfelt                             |
| Häfte 10   | 154    | Hos Gud är idel glädje                                | Johan Nordahl Brun                                      | Lina Sandell                    | Oscar Ahnfelt                             |
| Häfte 10   | 155    | Farväl, käre vänner! Det måste dock ske               | Clara Ahnfelt                                           |                                 | Oscar Ahnfelt                             |
| Häfte 10   | 156    |                                                       |                                                         |                                 | Okänd                                     |
| Häfte 11   | 157    |                                                       |                                                         |                                 | Johan Leonard Höijer                      |
| Häfte 11   | 158    |                                                       |                                                         |                                 | Crusell                                   |
| Häfte 11   | 159    |                                                       |                                                         |                                 | Dimitrij Bortnjanskij                     |
| Häfte 11   | 160    | Tänk på ditt gamla förbundsfolk, o Herre              | Lina Sandell                                            |                                 | Oscar Ahnfelt                             |
| Häfte 11   | 161    | En man så talande här står                            | Sigismund Christian Dick                                |                                 | Oscar Ahnfelt                             |
| Häfte 11   | 162    | Min omsorg, Herre, vare den                           | Lina Sandell                                            |                                 | Oscar Ahnfelt                             |
| Häfte 11   | 163    |                                                       |                                                         |                                 | Crusell                                   |
| Häfte 11   | 164    |                                                       |                                                         |                                 | Oscar Ahnfelt                             |
| Häfte 11   | 165    | Herre, om stundom med hjälpen du dröjer               | Lina Sandell                                            |                                 | Oscar Ahnfelt                             |
| Häfte 11   | 166    | Herrens nåd är var morgon ny                          | Lina Sandell                                            |                                 | Oscar Ahnfelt                             |
| Häfte 11   | 167    |                                                       |                                                         |                                 | Per Ulrik Stenhammar                      |
| Häfte 11   | 168    |                                                       |                                                         |                                 | G. L. Arr af tonsättaren.                 |
| Häfte 11   | 169    |                                                       |                                                         |                                 | Johan Leonard Höijer                      |
| Häfte 11   | 170    |                                                       |                                                         |                                 | Richard Norén. Arr av tonsättaren.        |
| Häfte 12   | 171    |                                                       |                                                         |                                 | Gunnar Wennerberg                         |
| Häfte 12   | 172    |                                                       |                                                         |                                 | Dansk melodi                              |
| Häfte 12   | 173    |                                                       |                                                         |                                 | Haeffner                                  |
| Häfte 12   | 174    |                                                       |                                                         |                                 | Per Ulrik Stenhammar                      |
| Häfte 12   | 175    |                                                       |                                                         |                                 | Gunnar Wennerberg                         |
| Häfte 12   | 176    |                                                       |                                                         |                                 | Per Ulrik Stenhammar                      |
| Häfte 12   | 177    |                                                       |                                                         |                                 | Finsk folkmelodi                          |
| Häfte 12   | 178    |                                                       |                                                         |                                 | Finsk folkmelodi                          |
| Häfte 12   | 179    | Dit Gud mig leder vill jag gå                         | Lina Sandell                                            |                                 | Oscar Ahnfelt                             |
| Häfte 12   | 180    |                                                       |                                                         |                                 | Okänd                                     |
| Häfte 12   | 181    | Det dyra namnet Jesus                                 | Lina Sandell                                            |                                 | Oscar Ahnfelt                             |
| Häfte 12   | 182    | Helge Ande ljuva                                      | Benjamin Schmolck                                       | Jonas Rothof                    | Oscar Ahnfelt                             |
| Häfte 12   | 183    |                                                       |                                                         |                                 |                                           |
| Häfte 12   | 184    |                                                       |                                                         |                                 | Joseph Haydn                              |
| Häfte 12   | 185    |                                                       |                                                         |                                 | Okänd                                     |
| Häfte 12   | 186    | Som Guds Israel i fordomtimma                         | Lina Sandell                                            |                                 | Oscar Ahnfelt                             |
| Häfte 12   | 187    |                                                       |                                                         |                                 | Okänd                                     |
| Häfte 12   | 188    | O, vi frågar du så ofta                               | Lina Sandell                                            |                                 | Oscar Ahnfelt                             |
| Häfte 12   | 189    |                                                       |                                                         |                                 | Adolf Fredrik Lindblad                    |
| Häfte 12   | 190    | Jag lever och vet, huru länge – vad tröst!            | Lina Sandell                                            |                                 | Oscar Ahnfelt                             |
| Häfte 12   | 191    | Tusen, tusen själar sucka                             | Lina Sandell                                            |                                 | Oscar Ahnfelt                             |
| Häfte 12   | 192    |                                                       |                                                         |                                 | Siciliansk folkmelodi                     |
| Häfte 12   | 193    |                                                       |                                                         |                                 | G. L. Arr af tonsättaren.                 |
| Häfte 12   | 194    | Korset först och kronan sedan                         | Lina Sandell                                            |                                 | Oscar Ahnfelt                             |
| Häfte 12   | 195    |                                                       |                                                         |                                 | Berggren                                  |
| Häfte 12   | 196    |                                                       |                                                         |                                 | efter Layritz                             |
| Häfte 12   | 197    |                                                       |                                                         |                                 | Johan Leonard Höijer                      |
| Häfte 12   | 198    |                                                       |                                                         |                                 | Okänd                                     |
| Häfte 12   | 199    |                                                       |                                                         |                                 | Johan Leonard Höijer                      |
| Häfte 12   | 200    |                                                       |                                                         |                                 | Johan Leonard Höijer. Arr av tonsättaren. |

### Arrangemang
- Andeliga sånger, dels komponerade, dels samlade af Oscar Ahnfelt. Arrangerade för twå, tre eller fyra röster af Albert Lindström, Stockholm, 1878.[7]
- Urval af andel. Sånger. Arrang. i qvartett för mansröster af A. E. Lindström, Stockholm: Evangeliska Fosterlands-Stiftelsen, 1879.[8]